# Nina Gazibara
Nina Gazibara, slovenska manekenka, fotomodel in televizijska voditeljica srbskega rodu, * 7. oktober 1950, Beograd
Velja za legendo slovenskega manekenstva. Zaznamovala je sedemdeseta in osemdeseta leta. Delala je za znamke, kot so Dušan Šorđan, Krznarstvo Eber, Lisca, Pletilni studio Draž (predstavitev obleke za slovensko miss 96), Rašica, Peko, Ilirija, Pletenina, Mura, Polzela, Jack&Jones, Energetix magnetni nakit, Lisca, teniške loparje Head, avtomobile Jaguar in očala Carrera. Modeli so prodajali vse, od gradbenega materiala do pohištva.
Za njenega odkritelja velja slovenski modni fotograf Stane Jerko, ki jo ima za enega najboljših slovenskih fotomodelov vseh časov, tudi zaradi njene edinstvene prirojene elegance.
V mladosti se ni počutila lepo. Preden je postala manekenka, je delala kot vzgojiteljica v vrtcu, sodelovala pri snemanju TV oddaj in statirala v filmih. Je ena redkih nosilk naziva Miss Slovenije, ki so si ustvarile manekensko kariero. Profesionalni model je bila do svojega 40. leta, upokojila pa se je po dopolnjenem 60. letu.

### Miss Slovenije za Miss Jugoslavije
Osvojila je naslov Miss Slovenije 1972, na tekmovanju za Miss Jugoslavije pa je postala druga spremljevalka. Na to tekmovanje je hotela iti že tri leta prej, pa so ji to odsvetovali v vzgojiteljski šoli. Opogumila jo je vodja manekenske šole oz. tečaja. Njen takratni zaročenec in starši so jo pri tem podpirali. Ob zmagi so ji v službi čestitali, od staršev otrok pa ni bilo pritožb. Ob zmagi je menila, da dela vzgojiteljice ne bo pustila, kar se je kasneje spremenilo zaradi velikega števila ponudb.

### Poučevanje, vodenje in ocenjevanje
Vodila je mladinske tečaje v manekenskih šolah Vere Hegeduš (Image management) in Vulcano Models. Kot ena od predavateljic v celjskem Modnem ateljeju je učila eleganco nošenja modelov. V devetdesetih dvajsetega stoletja je vodila oddajo Modna dežela na Kanalu A, kasneje pa še oddajo Sijaj na TV3. Vodila je tudi modne dogodke. Bila je članica strokovne komisije na celjski Zlati bucki, tekmovalni modni reviji maturantskih oblek, nekakšnem poskusu slovenskih modnih viktorjev. V oddaji Poglej in zadeni je na povabilo revije Jana sedela v komisiji, ki je izbirala model leta.

### Manekenstvo nekoč in danes
Doživela je profesionalizacijo slovenske modne industrije ter prihod moderne in bolj sproščene modne fotografije po vzoru tujine. Moti jo brezosebnost  in togost današnjih manekenk. Po njenem mora biti model, moški ali ženska, vitek, da mu pristoji vse, kar si zamisli oblikovalec, vendar ne mara anoreksičnosti. Raje ima zdrava in natrenirana telesa. Opazila je, da se je zahtevana višina manekenk dvignila iz 174 na 180 cm, da je več plačilne nediscpline, da se modelom plačuje na uro, ne več po katalogu ali oglasu ter da se najema igralce in naturščike, ker so cenejši. Biti maneken v Sloveniji je bilo časovno zahtevno in razgibano delo, ne priložnostno, kot danes. Zanjo biti vrhunski model danes pomeni, da delaš v tujini. Ponosna je na to, da je bila željen model po vsej Jugoslaviji, saj se je morala za to potruditi in to v času, ko ni bilo interneta, ampak samo skopi modni časopisi. Ni imela težav s prekomerno težo in pritiski okolice, nasveti o primerni prehrani za manekene so bili splošni. Svoji postavi se je začela resneje posvečati po porodu. Plastične operacije zavrača, ker noče biti izmaličena.

## Tožba zaradi nedovoljene objave fotografij
Leta 1981 je pozirala gola za zagrebško revijo Start. Bila je med prvimi jugoslovanskimi manekenkami, ki so to storile. Leta 1996 je te fotografije brez dovoljenja založnika objavil tabloid As v lasti Romana Leljaka in sicer na naslovnici in sredini ter s tem po besedah Gazibarove povzročili nadlegovanje njenega sina v srednji šoli. Tožila je Leljaka in odgovornega urednika Srečka Logarja za 4,2 milijona SIT. Okrožno sodišče v Ljubljani je Logarja oprostilo (ni imel redne pogodbe o zaposlitvi, jasno opredeljenih obveznosti in odgovornosti, bil naj tudi proti objavi), Leljaku pa naložilo plačilo 800.000 SIT. Po pritožbi obeh strani (Leljak je trdil, da bi se morala že polnoletna Gazibarova zavedati, da se fotografira kot znana oseba, ki bo nekoč imela družino) je Višje sodišče v Ljubljani prisodilo Leljaku enako vsoto, Srečku Logarju pa plačilo 600.000 SIT. Oba sta morala tožnici poravnati sodne stroške in stroške zagovornika. Roman Leljak je grozil, da se bo obrnil na Evropsko sodišče za človekove pravice v Strasbourgu.

## Zasebno
Njena starša, Slovenka in Srb iz Beograda, Đorđe, sta se spoznala na delovni brigadi Šamac-Sarajevo. Kot otrok je tri leta plesala balet. Imela je strica v Poljanah nad Škofjo Loko. Raje je bila pri slovenskih sorodnikih na kmetih, kot doma v bloku. V Slovenijo je iz Beograda prišla pri 16. letih, ko sta se starša ločila, mama pa ponovno poročila z vojaškim zdravnikom in jo vzela s sabo. Iz njene nove zveze ima polbrata. V Ljubljani je naredila srednjo vzgojiteljsko šolo. Znala je slovensko, vendar se je morala poglobiti v slovnico in književnost. Po končani manekenski karieri je delala v modnem butiku, kot tajnica v podjetju za izvoz volne, na Smučarski zvezi Slovenije, na Murinem predstavništvu v Ljubljani in v trgovini z usnjenimi izdelki ter pomagala v podjetju, ki se je ukvarjalo z naravno kozmetiko. Na Gospodarski zbornici je pri 47. letih naredila izpite za poslovodjo v trgovini.
Ni zadovoljna s svojo pokojnino. Ne razume tihega trpljenja drugih v slabih službah in zvezah. Je naturistka, ki ljubi samotne, odmaknjene plaže. Visoka je 172 centimerov.

### Družinsko življenje
Njen prvi fant in zaročenec je bil Bor Gostiša, član skupine Bele vrane, ki ji je pomagal prvič okusiti medijski svet. Poročila se je z radijskim novinarjem Dušanom Rogljem in pri 28. letih z njim dobila sina, zaradi česar se je zaposlila v agenciji v Celovcu za dobrih deset let. Poleg tega je vodila tečaje in modne revije. Ločila se je, ko je bila stara 43 let. Z zdajšnjim partnerjem, ki ga je spoznala v Grčiji, živi na Jesenicah.